# Кукелево (Еврейская автономная область)
Ку́келево — село в Ленинском районе Еврейской автономной области. Входит в Ленинское сельское поселение.

## География
Село Кукелево стоит на левом берегу реки Кочковатка (левый приток Амура), примерно в 14 км до её устья.
Через село проходит автотрасса областного значения Биробиджан — Ленинское — Дежнёво.
Расстояние до районного центра села Ленинское — 10 км (на северо-восток).

## История
Село основано в 1858 году казаками-переселенцами из Забайкалья. Названо в честь генерала Болеслава Казимировича Кукеля. Первоначально располагалось на берегу Амура, но после наводнения 1860 года перенесено на нынешнее место.

## Население
| 1869 | 1879 | 1901 | 1917 | 1924 | 1992  | 2002  |
| ---- | ---- | ---- | ---- | ---- | ----- | ----- |
| 249  | ↗255 | ↗382 | ↗677 | ↘590 | ↗1400 | ↘1053 |
| 2010 |      |      |      |      |       |       |
| ↘893 |      |      |      |      |       |       |

| 1894 | 2002 | 2010 |
| ---- | ---- | ---- |
| 335  | 1053 | 893  |

## Инфраструктура
В селе имеются отделение связи, основная школа, фельдшерско-акушерский пункт, библиотека, детский сад и дом культуры. Основное предприятие — сельскохозяйственное предприятие «Ленинское».